# Bất cộng vô minh
Bất cộng vô minh (zh. bùgòng wúmíng 不共無明, ja. fugu mumyō), là Vô minh có một không hai. Đối lại với Tương ưng vô minh (相應無明).
I. Theo Câu-xá luận, thuật ngữ nầy đề cập đến loại vô minh sinh khởi tùy theo tâm thức mà không tương ưng với 10 Tùy miên phiền não (thập tùy miên 十隨眠). Cũng gọi là Độc đầu vô minh (獨頭無明);
II. Theo Duy thức tông thì có hai loại Bất cộng vô minh: 
1. Hằng hành bất cộng vô minh (zh. 恒行不共無明): là tên gọi loại vô minh tương ưng cùng Mạt-na thức (末那識). Vô minh nầy được gọi là "Bất cộng" vì nó hoạt động tương tục, trong khi loại vô minh tương ưng với thức thứ 6 thì chịu sự gián đoạn;
2. Độc hành bất cộng vô minh (zh. 獨行不共無明): là tên gọi loại vô minh tương ưng với thức thứ 6. Vô minh nầy được gọi là bất cộng vì nó tự sinh khởi nhưng không hoạt động tương quan với bất kì một Căn bản phiền não (根本煩惱) nào khác.